# 싸일런트 러닝
싸일런트 러닝(Silent Running)은 미국에서 제작된 더글러스 트럼블 감독의 1972년 SF, 모험, 드라마 영화이다. 브루스 던 등이 주연으로 출연하였고 마이클 그루스코프 등이 제작에 참여하였다.

## 출연

### 주연
- 브루스 던
- 클리프 포츠

### 조연
- 론 리프킨
- 제스 빈트
- 스티브 브라운
- 조셉 캄파넬라
- 로이 잉겔

## 제작진
- Ass-PD: 마티 혼스타인

## 같이 보기
- 환경주의